# Sabugal
Sabugal es una ciudad y también un municipio portugués perteneciente al distrito de Guarda, a la Región estadística del Centro (NUTS II) y a la comunidad intermunicipal de Beiras y Sierra de la Estrella (NUTS III). La ciudad, sede del municipio, cuenta con alrededor de 2800 habitantes, mientras que el municipio, que tiene una superficie de 826,70 km² y 11 283 habitantes (2021), está dividido en 30 freguesias. Sabugal es uno de los principales centros de acceso para visitar la Reserva Natural de la Sierra de Malcata. Sabugal está ubicado en la histórica zona de Tierras de Ribacoa. El río principal de la ciudad y del municipio es el río Coa.

## Historia

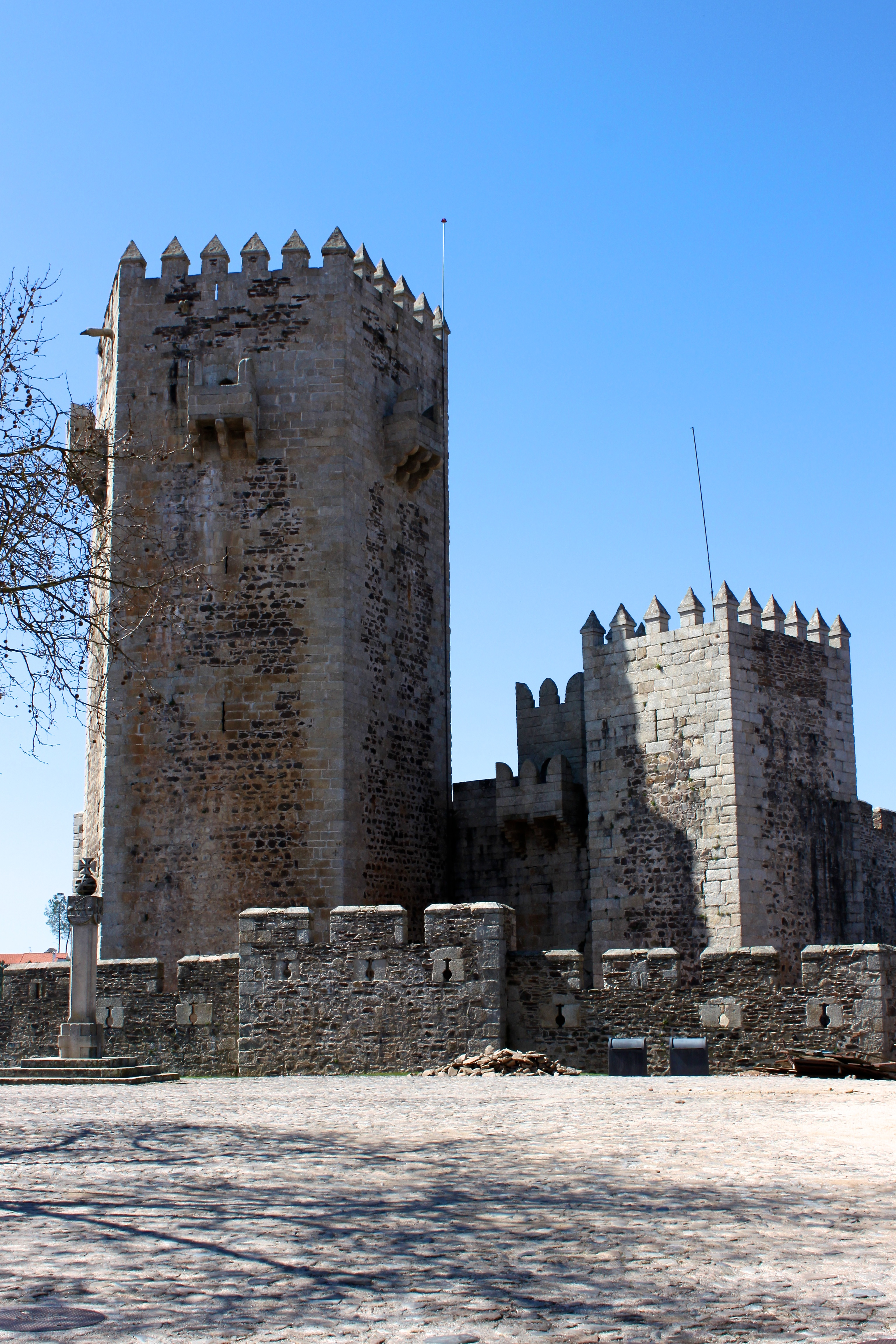
Castillo de Sabugal.

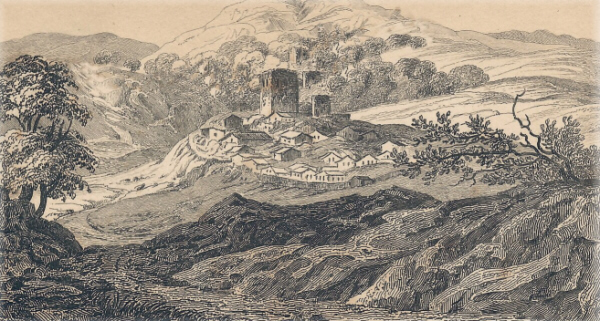
Sabugal en la década de 1810.

El territorio que ocupa Sabugal quedó encuadrado en el Reino de León tras la victoria de Fernando II de León en la batalla de Argañán de 1179, consolidada tras la victoria de Alfonso IX de León sobre las tropas portuguesas en 1199 en la batalla de Ervas Tenras.
De este modo, Alfonso IX de León fundó el municipio de Sabugal posiblemente hacia 1209, en el contexto de una segunda acción repobladora del monarca leonés en la región del Ribacoa a comienzos del siglo XIII, siendo Sabugal el principal centro administrativo del Coa oriental.
Por otro lado, hay constancia de que en 1282 era señor de Sabugal el infante Pedro de Castilla, que era hijo de Alfonso X de Castilla y de la reina Violante de Aragón. Este infante también fue señor de Ledesma, Cabra, Alba de Tormes, Montemayor del Río, Salvatierra y Granadilla, y también poseía toda la ribera del Río Coa y las villas de Castelo Rodrigo, y Alfayates, que actualmente se encuentran en territorio portugués.
A la muerte del infante Pedro, que falleció en Ledesma en octubre de 1283, la mayoría de sus señoríos, incluyendo el de Sabugal, fueron heredados por su único hijo legítimo, Sancho "el de la Paz". Sin embargo, en 1296, durante la guerra entre Fernando IV de Castilla y Dionisio I de Portugal, este último se apoderó sin encontrar resistencia de las villas de Alfayates, Sabugal y Castelo Rodrigo.
En 1297, con la firma del Tratado de Alcañices entre los mencionados monarcas, quedó establecido que pertenecerían en lo sucesivo al reino de Portugal, Sabugal, Alfayates, Castelo Rodrigo, Vilar Maior, Castelo Bom, Almeida, Castelo Melhor y Monforte de Rio Livre, todas ellas situadas en la comarca de Ribacoa. De este modo, Fernando IV se aseguraba el apoyo del monarca portugués en la guerra civil que libraba por el trono castellano-leonés.
El historiador Humberto Baquero Moreno señaló que un documento fechado en 1444 revela que las villas de Sabugal, Alfayates, Vilar Maior, Castelo Bom, Almeida y Castelo Melhor recibieron del rey Dionisio I de Portugal un privilegio por el que el monarca se comprometía a que todas ellas perteneciesen siempre a la Corona, y a que nunca fueran entregadas a ninguna persona. Y el mismo historiador señaló que ese privilegio se mantuvo hasta el reinado de Juan I de Portugal, ya que después de la muerte de este algunos nobles portugueses comenzaron a cometer todo tipo de abusos y arbitrariedades en esos territorios.
A Sabugal se le concedió el título de ciudad el día 9 de diciembre de 2004.

## Clima
El clima del municipio de Sabugal es mediterráneo continentalizado, con notable amplitud térmica. El invierno se caracteriza por ser muy frío, con heladas frecuentes, mientras que en el verano la temperatura supera a la de la mayor parte del país.

## Geografía
Limita con los municipio de Almeida, Belmonte, Fundão, Guarda y Penamacor y en su frontera oriental con las provincias españolas de Cáceres y Salamanca.
| Noroeste: Guarda. | Norte: Almeida | Noreste: Almeida |
| Oeste: Belmonte   |                | Este: España     |
| Suroeste: Fundão  | Sur: Penamacor | Sureste: España  |

### Organización territorial
Antes de la reforma administrativa de enero de 2013 que redujo el número de freguesias el municipio de Sabugal estaba dividido en 40 freguesias. Las freguesias del municipio desaparecidas en el proceso fueron Aldeia da Ribeira, Aldeia de Santo António, Badamalos, Forcalhos, Lajeosa, Lomba, Moita, Pena Lobo, Ruivós, Ruvina, Pousafoles do Bispo, Sabugal, Santo Estêvão, Seixo do Côa, Vale das Éguas, Vale Longo, Vilar Maior.
El municipio de Sabugal está formado por treinta freguesias:
- Águas Belas
- Aldeia da Ponte
- Aldeia da Ribeira, Vilar Maior e Badamalos
- Aldeia do Bispo
- Aldeia Velha
- Alfayates
- Baraçal
- Bendada
- Bismula
- Casteleiro
- Cerdeira
- Fóios
- Lajeosa e Forcalhos
- Malcata
- Nave
- Pousafoles do Bispo, Pena Lobo e Lomba
- Quadrazais
- Quintas de São Bartolomeu
- Rapoula do Côa
- Rebolosa
- Rendo
- Ruvina, Ruivós e Vale das Éguas
- Sabugal e Aldeia de Santo António
- Santo Estêvão e Moita
- Seixo do Côa e Vale Longo
- Sortelha
- Souto
- Vale de Espinho
- Vila Boa
- Vila do Touro

### Demografía
| Gráfica de evolución demográfica de Sabugal entre 1864 y 2021 |
|                                                               |
| Datos según el nomenclátor publicado por el INE portugués.    |

## Patrimonio
- Castillo de Sabugal